# Monte Sant'Angelo
Monte Sant'Angelo är en stad och kommun i provinsen Foggia i regionen Apulien i Italien. Kommunen hade 12 342 invånare (2017).
Staden har ett normandiskt kastell och flera andra medeltida byggnasminnen. I en grotta finns vallfartsplatsen San Michele.